# Марокканский жестовый язык
Марокканский жестовый язык (Moroccan Sign Language, MSL) — жестовый язык, который распространён среди глухих, проживающих в городе Тетуан и некоторых других городах Марокко.
Марокканский жестовый язык был разработан волонтёрами американской волонтёрской программы «Корпус мира» в городе Тетуан в 1987 году из американского жестового языка и существующих жестов. Сходство в лексике с американским жестовым языком составляет менее 50 %. Пока не ясно являлись ли «существующие жесты» семейными жестами или установившимся деревенским жестовым языком. Этот язык используется в трёх программах для глухих, но не по всей стране: например, он не используется в крупных городах, таких как Рабат, Тангиер или Касабланка. В городе Уджда, на границе с Алжиром, используется алжирский жестовый язык, или, по крайней мере, он сильно повлиял на местный язык.